# Occidenchthonius lopezi
Espèce
Synonymes
- Chthonius lopezi Mahnert, 2011

Occidenchthonius lopezi est une espèce de pseudoscorpions de la famille des Chthoniidae.

## Distribution
Cette espèce est endémique de Tenerife aux îles Canaries en Espagne,.

## Description
Occidenchthonius lopezi mesure de 0,82 à 1,10 mm.

## Étymologie
Cette espèce est nommée en l'honneur d'Heriberto Daniel López Hernández.

## Publication originale
- Mahnert, 2011 : A nature's treasury: pseudoscorpion diversity of the Canary Islands, with the description of nine new species (Pseudoscorpiones, Chthoniidae, Cheiridiidae) and new records. Revista Iberica de Aracnologia, vol. 19, no 1, p. 27-45 (texte intégral).